# Jonathan Lethem
Jonathan Allen Lethem född 19 februari 1964 i New York, USA, är en amerikansk författare.
Letham växte upp i Brooklyn, New York. Hans far var avantgarde-bildkonstnären Richard Brown Lethem. Hans mor, en politisk aktivist som dog av cancer då han var 14 år. 
Lethem studerade vid the High School for Music and Art i New York. Därefter började han vid Bennington College i Vermont, men hoppade av för att ägna sig åt att skriva. Han liftade över amerikanska kontinenten till Kalifornien, där han tog tillfälliga arbeten och skrev på kvällarna. Tio år senare hade han endast publicerat några noveller. Den första romanen, Gun with occasional music, en blandning av science fiction och kriminallitteratur i Raymond Chandlers anda, kom 1995. Boken gick till slutomröstning vid The Nebula Award-utdelningen samma år. Året efter flyttade Lethem tillbaka till Brooklyn, där han för närvarande bor och arbetar.
Lethems författarskap spänner över många genrer, och det har inbringat flera priser - bland andra The World Fantasy Award och The Gold Dagger. 1997 var han den enda författaren Newsweek tog med på sin «100 People for the New Century»-lista.

### Utgivet på svenska
- Moderlös i Brooklyn 2001

## Priser och utmärkelser
- The Gold Dagger 2000 för Motherless Brooklyn